# Chaim Müntz
Chaim Müntz (* 28. August 1884 in Lodz; † 17. April 1956 in Stockholm, Schweden; auch Herman Müntz, ursprünglich Minc) war ein polnisch-deutscher Mathematiker, der sich mit Analysis und Minimalflächen beschäftigte.

## Leben
Müntz wurde in eine säkulare jüdische Familie in Lodz im damals russischen Teil Polens (Kongresspolen) geboren. Er studierte ab 1902 an der Universität Berlin (u. a. bei Hermann Amandus Schwarz, Friedrich Schottky, Ferdinand Georg Frobenius, Johannes Knoblauch, Edmund Landau) und wurde 1910 dort bei Schwarz (und Schottky) „magna cum laude“ promoviert (Zum Randwertproblem der partiellen Differentialgleichung der Minimalflächen). 1911 ging er nach München (zu Aurel Voss, Alfred Pringsheim, Ferdinand von Lindemann), wo jedoch aus seiner Habilitation (wie auch später) trotz Fürsprache einiger seiner Lehrer nichts wurde. Er wurde ab 1914 Lehrer an verschiedenen Reformschulen (1914 an der Odenwaldschule bei Heppenheim, 1915 an der Dürerschule in Hochwaldhausen, dann an einem eigenen Schülerpensionat in Heppenheim). 
1919 wurde er deutscher Staatsbürger. Nach einem Nervenzusammenbruch zog er sich 1920 kurz nach Polen zurück, wo die Eltern seiner Frau Landwirte waren. 1921 zog er nach Göttingen. Er übersetzte, gab Privatunterricht und schrieb wissenschaftliche Arbeiten und Reviews für das „Jahrbuch über die Fortschritte der Mathematik“. Ab 1924 war er in Berlin, wo er ab 1927 auch einige Monate der Assistent von Albert Einstein war (wie gleichzeitig Cornelius Lanczos). Seine Bemühungen um eine Hochschulstelle waren aber dadurch behindert, dass er nicht habilitiert war. 1929 zog er nach Leningrad, wo er einen Posten an der Universität hatte, wo er lehrte, Verwaltungsaufgaben wahrnahm und Ljapunows klassisches Buch über das Gleichgewicht dynamischer Systeme herausgab. Er erhielt dabei in Leningrad das Äquivalent einer Habilitation und fungierte an der Universität als Professor. 
1932 war er in der sowjetischen Delegation auf dem Internationalen Mathematikerkongress in Zürich (mit seinem Freund Tschebotarjow, Pawel Alexandrow und dem kommunistischen Ideologen Kolman). 1937 wurde er (im Rahmen einer politischen Säuberungswelle) aus der Sowjetunion ausgewiesen und ging über Tallinn 1938 nach Schweden, wo er 1953 schwedischer Staatsbürger wurde. Er bestritt seinen Lebensunterhalt durch Privatunterricht. Nachdem er schon in Leningrad Augenprobleme hatte, erblindete er in seinen letzten Lebensjahren. Seine Frau, die in Leningrad eine Gehirnblutung hatte, starb bereits 1949.

## Werk
1914 bewies er eine Vermutung von Sergei Bernstein (1912) über die Approximation stetiger Funktionen durch Potenzfunktionen mit einer positiven Folge von Exponenten, deren Kehrwertsumme divergiert (einen weiteren Beweis gab Otto Szász) (Satz von Müntz bzw. Satz von Müntz-Szász). Der bekannte Approximationssatz von Weierstraß betraf nur allgemeiner die Approximation durch Polynome. Müntz ist bekannt für wichtige Arbeiten zum Plateau-Problem (Existenz einer Minimalfläche zu gegebenem Rand). Seine Arbeit wurde von Tibor Radó kritisiert, und die Lösung wird den unabhängigen Arbeiten von Jesse Douglas und Tibor Rado 1930 zugeschrieben (wofür Douglas die erste Fields-Medaille erhielt). Weitere Arbeiten von Müntz betrafen Wärmeleitungsprobleme, projektive Geometrie und Axiome der Geometrie, Geometrie der Zahlen, Integralgleichungen (1934 erschien ein Lehrbuch von ihm in Russland über Integralgleichungen), Iterationsmethoden zur Bestimmung der Eigenwerte von Matrizen (noch vor Richard von Mises) und partielle Differentialgleichungen.
Müntz hatte breite intellektuelle Interessen (insbesondere von Goethe und Nietzsche beeinflusst), war Briefpartner von Martin Buber (der ab 1916 ebenfalls in Heppenheim wohnte) und schrieb auch über Fragen des Judentums. 1907 veröffentlichte er ein Buch Wir Juden in Berlin (Nietzsche gewidmet). Er nimmt darin einen säkularen, sozialistischen zionistischen Standpunkt ein. Er schrieb Artikel auch in der Zeitung von Buber „Der Jude“.

## Schriften
- Chaim Müntz: Zum Randwertproblem der partiellen Differentialgleichung der Minimalflächen. Dissertation.
- Chaim Müntz: Die Lösung des Plateauschen Problems über konvexen Bereichen. in: Mathematische Annalen. Berlin 94.1925, S. 53. ISSN 0025-5831
  - Tibor Radó: Bemerkungen zur Arbeit von Ch. H. Müntz über das Plateausche Problem. Rezension. in: Mathematische Annalen. Berlin 96.1927. ISSN 0025-5831
  - Chaim Müntz: Zum Plateauschen Problem – Erwiderung auf die vorstehende Note des Herrn Radó. in: Mathematische Annalen. Berlin 96.1927. ISSN 0025-5831